# Калугін Антон Олександрович
Калугін Антон Олександрович ( 11 лютого 1981, Харків) — український рок-музикант, композитор, продюсер, дизайнер, виконавець музики в стилі прогресивний рок, артрок, неопрогресивний рок. Лідер музичних проектів Karfagen, Sunchild, Hoggwash; також випустив кілька сольних альбомів. Він почав створювати музику як артист нью-ейдж ще в 2003 році, але з часом почав писати  прогресивний рок.

## Karfagen
Гурт заснований 1997 року, коли Антон був у школі. Під час навчання в архітектурному університеті через рік він почав записувати перші композиції Karfagen в одній із місцевих студій, і кілька треків цього періоду можна знайти на збірці `Key to Perception' 2009 року. У 2005 році Антон Калугін зі своїми музикантами відправився в студію, щоб записати `Continium', перший альбом Karfagen, що змусило гурт укласти контракт з Unicorn Digital (Канада) наступного року. Він отримав високу оцінку слухачів, що надихнуло Ентоні продовжити свою роботу та випустити другий альбом «The Space Between Us» на початку 2007 року. Пізніше того ж року він підписав контракт з Caerllysi Music (Великобританія). Наразі нараховується 15 студійних альбомів Карфагену.

## Sunchild
Гурт заснований 2008 року. Це черговий прог-проект від талановитого та плідного українського музиканта Антона Калугіна. Під назвою Sunchild він об'єднав багатьох інших українських музикантів. Музика багата різноманітними темпами та великою кількістю клавішних. Значною мірою використовується також широкий спектр валторн і дерев'яних духових інструментів. Калугін співає більшу частину (англійською) з, можливо, легким акцентом. Він також залучає й запрошених вокалістів. Наразі нараховується 8 студійних альбомів.

## Hoggwash
Ще один прог-проект Антона Калугіна спільно із британським музикантом Вілом Макі (Will Mackie) з Уельсу випустив два альбоми 2007 й 2013 року.

## Сольні альбоми
Наразі Антон Калугін випустив 7 сольних альбомів.

## Фестивальна та концертна діяльність
Разом із гуртами «Karfagen» і «Sunchild» брав участь у багатьох фестивалях прогресивного року в країнах Європи: 
- 2010  «Progfarm Festival», Нідерланди
- 2011 «Summer's End Festival», Велика Британія
- 2012 «Progressive Promotion Festival», Німеччина
- 2016 Art Rock Fest «Bergkeller», Німеччина
- 2016 ProgDreams V Fest «Boerderij», Нідерланди
- 2017 «ProgSud», Франція
- 2017 «2 Days Prog+1», Італія

Після Широкомасштабного російського вторгнення в Україну виступає з концертами на підтримку України. Зокрема, на концерті в Нідерландах 23 вересня 2022 розгорнув з учасниками гурту «Karfagen» український прапор із написом «Atacms for Ukraine». А на концерті у Познані (Польща) презентував пісню «Вільна» як власну інтерпретацію гімну України.

## Відгуки про творчість
Український музичний критик Максим Чухліб високо оцінює творчість Антона Калугіна і вважає, що він неналежно оцінений в Україні : 
| Творчість харківського композитора Антона Калугіна чомусь систематично ігнорується українськими музичними ЗМІ. Десятки виданих прогових альбомів (де всі інструменти зазвичай записані в студії із залученням професійних музикантів, а не ліниво прописані за допомогою VST), контракти із європейськими та американськими лейблами, виступи на закордонних тематичних фестивалях — починаючи із 1997 року, Калугін плідно працює над реалізацією власного композиторського таланту. Його музика — це, зазвичай, граційний і солодкавий симфонічний прог під сильним впливом Camel, Focus, Kayak та інших немейнстримних представників жанру. Як завжди буває із подібною непересічною й експериментальною творчістю на наших теренах, вона спочатку отримує визнання за кордоном, а тоді вже стає популярною в Україні. Сотні захоплених рецензій на роботи Калугіна давно написані користувачами ProgArchives; коли слава харківського композитора нарешті дійде до батьківщини — питання, мабуть, риторичне.[11] |